# جبال الشريعة
جبال الشريعة تعد أعلى قمة في سلسلة جبال الأطلس البليدي، تقع بولاية البليدة، التي تبعد خمسين كلم جنوب العاصمة الجزائر، تعلو عن سطح البحر بأكثر من 1600 متر.

## عنها
فغابة الشريعة هي الأكثر تنوعا بيئيا وثراءا في منطقة الوسط الجزائري. فهي تزخر بأكثر من 380 نوعا نباتيا وأكثر من 800 فصيلة من الحيوانات، فالحظيرة الوطنية لجبال الشريعة هي واحدة من عشر حظائر وطنية محمية بقوة القانون من حيث ثرواتها النباتية والحيوانية خاصة النادرة منها.
إذن إذا أردت أن ترتاح نفسك في وسط هذا النسيج الطبيعي والإبداع الرباني بعيدا عن ضوضاء المدينة وصخب العيش وضغوط الحياة، فسيسرك وجودك هنا بين أشجار الصنوبر وأشجار الأرز العالية والسرو حيث لا مكان إلا للتأمل والتحليق بعيدا مع المخيلة لتأخذك أينما تريد ومع من تريد. ففي هذا المكان لن تشعر إلا بروعة الحب مادام الجمال والجمال وحده هو الذي يحيط بك. يستقطب هذا المكان الساحر العديد من الزوار باعتباره قطبا سياحيا وطبيعيا، حيث يشهد المكان تدفق الآلاف من العائلات على هذه المنطقة والتي استغلت تساقط الثلوج على جميع مناطق الغابة للترويح عن النفس واللعب والتزلج والتقاط الصور والتمتع بمناظر غاية في الروعة والجمال رغم برودة الطقس. وعلى الرغم من عشرات الآلاف من الزوار والكمِّ غير المحدود من السيارات إلا أن قلب جبال الشريعة يسع الجميع ولا يضيق بأحد فهي تمتد على مساحة تفوق 26 ألف هكتار، كما يتواجد بهذه الغابة مختلف الشرائح البشرية يخرجون في جولات من أجل التعرف على الثروات الطبيعية لهذه الحظيرة.